# Olivia Magnani
Pour les articles homonymes, voir Magnani.
Olivia Magnani, née le 2 octobre 1975 à Rome est une actrice italienne. Elle est la petite-fille d'Anna Magnani.

## Biographie
Olivia Magnani a commencé sa carrière au théâtre. En 1997, elle participe au film La Vie silencieuse de Marianna Ucria, réalisé par Roberto Faenza. En 2004, elle est l'une des interprètes du film de Paolo Sorrentino, Les Conséquences de l'amour (Le conseguenze dell'amore).
En 2008, Olivia Magnani est l'une des protagonistes de Un amore di Gide, réalisé par Diego Ronsisvalle, avec Guido Caprino.

## Filmographie
- 1997 : La Vie silencieuse de Marianna Ucria (Marianna Ucrìa) de Roberto Faenza
- 2001 : Una bellezza che non lascia scampo de Francesca Pirani
- 2004 : Les Conséquences de l'amour de Paolo Sorrentino (Sofia)
- 2004 : Al di là delle frontiere (mini) TV Series (Laura)
- 2006 : La Jungle de Mathieu Delaporte (Alessia Massari)
- 2007 : Contergan (Fiction TV) de Adolf Winkelmann (Greta Bettanini)
- 2008 : Un amore di Gide (it) de Diego Ronsisvalle (it)
- 2017 : Tout l'argent du monde (All the Money in the World) de Ridley Scott